# 살바도르 라우렐
살바도르 로만 이달고 라우렐(타갈로그어: Salvador Roman Hidalgo Laurel 살바도르 로만 이달고 라우렐, 1928년 11월 18일 ~ 2004년 1월 27일)은 대학 교수 출신의 필리핀 외교관 겸 정치가이다. 케손 대학교 겸임교수, 필리핀 외무부 장관, 필리핀 부통령 겸 수상 등을 지냈다.

## 역대 선거 결과
| 선거명      | 직책명        | 대수 | 정당             | 득표율 | 득표수      | 결과 | 당락 |
| ----------- | ------------- | ---- | ---------------- | ------ | ----------- | ---- | ---- |
| 1986년 선거 | 필리핀 부통령 | 8대  | 통합국민민주기구 | 45.85% | 9,173,105표 | 1위  |      |
| 1992년 선거 | 필리핀 대통령 | 12대 | 국민당           | 3.40%  | 770,046표   | 7위  | 낙선 |